# Claude Étienne
Pour les articles homonymes, voir De Backer.
Claude Étienne, de son vrai nom chevalier Adrien Antoine Constant De Backer (Molenbeek-Saint-Jean, 22 mai 1917 - Wezembeek-Oppem, 21 avril 1992) est un acteur, metteur en scène, pédagogue et directeur de théâtre belge. Il a joué un rôle majeur dans la reconnaissance des auteurs dramatiques de Belgique francophone.

## Biographie
Adrien Antoine Constant De Backer naît dans la commune de Molenbeek-Saint-Jean, le 22 mai 1917.
En 1943 il fonde le théâtre du Rideau de Bruxelles, la compagnie théâtrale la plus ancienne de la capitale qu'il dirigera jusqu'à sa mort,. Alors qu'il pense présenter une pièce de Corneille pour l'ouverture de son théâtre, Claude Étienne découvre le manuscrit de La Matrone d’Éphèse de Georges Sion et choisit cette œuvre comme texte inaugural de son activité. Ce choix décide aussi de la carrière de l'auteur qui interviendra d'ailleurs à de nombreuses reprises dans le répertoire du théâtre de Claude Étienne (avec au moins six créations et six  adaptations).
Claude Étienne est l'un des premiers directeurs de théâtre à développer une politique de commande, révélant au public plusieurs auteurs dramatiques belges de l'immédiat après-guerre, comme Paul Willems ou Jean Sigrid.
Il a formé et dirigé de nombreux comédiens belges, comme Alexandre von Sivers, Philippe Volter, Jean-Paul Comart, Christiane Lenain.
Aux côtés de Jacques Huisman, Roland Ravez, Roger Domani, Jean Nergal, Claude Étienne est une des figures historiques du théâtre belge de la deuxième moitié du XXe siècle.
Il meurt en 1992.

## Filmographie
- 1946 : Forçats d'honneur de Georges Lust et E.G. de Meyst : l'abbé Drumont
- 1981 : Les Roues de la fortune (mini-série) : le voyant
- 1989 : Le Pavillon des passions humaines de Claude François et Françoise Lombaers
- 1992 : Je pense à vous des frères Dardenne

## Distinctions
- 1963 : Ève du Théâtre de la mise en scène.
- 1989 : Ève d'honneur.
- Chevalier de l'ordre des Arts et des Lettres en 1970 (France).